# Involtino estate
Gli involtini estate (in vietnamita gỏi cuốn, letteralmente "involtino di insalata") sono un piatto della cucina vietnamita che consiste di maiale, gamberi, erbe, vermicelli di riso e altri ingredienti avvolti in carta di riso (bánh tráng). Sono serviti a temperatura ambiente, e non sono fritti come gli involtini primavera cinesi.
Sono inoltre solitamente accompagnati da una salsa a base di zucchero di canna, aceto di riso e peperoncino.
Si trovano alla 30ª posizione nella classifica dei "50 cibi più deliziosi del mondo" redatta da CNN Go nel 2011.